# 152 TCN
Năm 152 TCN là một năm trong lịch Julius. 